# إسماعيل سيلفا
إسماعيل سيلفا (بالبرتغالية: Ismael Silva‏) هو مغني برازيلي، ولد في 14 سبتمبر 1905 في نيتيروي في البرازيل، وتوفي في 14 مارس 1978.

## وصلات خارجية
- إسماعيل سيلفا على موقع IMDb (الإنجليزية)